# کلمنس فریتس
{
کلمنس فریتس (آلمانی: Clemens Fritz؛ زادهٔ ۷ دسامبر ۱۹۸۰) بازیکن فوتبال سابق اهل آلمان است که بین سال‌های ۲۰۰۶ تا ۲۰۰۸ میلادی عضو تیم ملی فوتبال آلمان بوده‌است. وی در ۲۲ بازی ملی حضور داشته‌است و در بازی‌های ملی‌اش ۲ گل به ثمر رساند.